# 沙卜拉干
《沙卜拉干》，又译《二宗经》，为摩尼教经典之一。这本书在阿拉伯文史料中被列为七部大经之一，但在摩尼教自身记述中并未属于大经之列。
“沙卜拉干”中古波斯文作，意为“献给沙卜尔的二宗经”，汉译被简略为“二宗经”。摩尼用中古波斯文撰写了这本书，将它进献给波斯王沙卜尔一世，用来阐述摩尼教的教义梗概。摩尼在这部书中称自己的宗教是其他已有的宗教的完善和延续，并称自己为“封印先知”：“在一个接一个的世代里，神的使徒们从未停止过把智慧与工作带到这里。因此，他们在一个时代里的到来，是通过使徒佛陀进入印度的国家；在另一个时代，通过使徒琐罗亚斯德进入波斯；在另一个时代，通过耶稣基督进入西方。在那以后，在这最后一个时代里，启示到来了，这预言是通过我自己，摩尼，真神的使徒，来到了巴比伦。”
现存的《沙卜拉干》残片主要讲述末世论。世界末日到来时，智慧世界之神（耶稣）降临，进行最后审判，将罪人和义人分开。天使去抓住罪人们，将他们投入地狱。死者复活，义人升天，其他的生命也将随之堕入地狱。支撑世界的诸神离去，世界随之崩塌，审判之火从宇宙外部进入，烧毁世界，这大火将持续1468年。作恶者在这火焰中受尽痛苦，而义人却毫无损伤。作恶者请求宽恕，但只会受到谴责。最后，那些罪人们将和魔鬼一起被投入永恒的牢狱中。
据《佛祖统纪》记载，唐朝延载元年，波斯人拂多诞将《二宗经》传入中国。